# Río Grijalva

Expedition de Juan de Grijalva 1518. Decouvert par les Espagnols du fleuve Grijalva

Le Río Grijalva est un fleuve du sud du Mexique, long de 480 km et tributaire du golfe du Mexique, anciennement connu sous le nom de Rio Tabasco, et localement sous le nom de Río Chiapa et Rio Mezcalapa.
Il doit son nom à Juan de Grijalva qui a exploré cette région en 1518.

## Description du cours du Grijalva
Il prend sa source à 4 026 m d'altitude, sur les pentes du volcan Tacaná, dans les montagnes de l'État du Chiapas.
Il traverse ensuite le lac formé par le barrage La Angostura, puis sa vallée se resserre dans un secteur appelé canyon du Sumidero.
Il traverse ensuite les lacs de trois autres barrages hydroélectriques :
- barrage Chicoasén ;
- barrage de Malpaso ;
- barrage de Peñitas.

Il devient un peu en aval la limite entre les États de Chiapas et de Tabasco. 
Il traverse enfin la réserve naturelle des Pantanos de Centla, avant d'atteindre la baie de Campêche près de la ville de Frontera (Tabasco).

## Villes arrosées
- Tuxtla Gutiérrez (capitale du Chiapas)
- Huimanguillo (Tabasco)
- Villahermosa (capitale du Tabasco)
- Frontera (Tabasco)